# Bernard Davids
Aäron Barend (Bernard) Davids (Amsterdam, 28 augustus 1895 – Bergen-Belsen, 22 februari 1945) was een Nederlandse opperrabbijn. Hij was ook bekend als A.B.N. Davids of Aäron Jiisachar Davids. In Rotterdam is het A.B.N. Davidsplein naar hem vernoemd.

## Leven en werk
Bernard Davids was een zoon van diamantslijper Nehemia Davids en Rosa Dinner/Dünner. Hij was van moederszijde een kleinzoon van seminarium-rector en opperrabbijn Dr. Joseph Hirsch Dünner. Hij trouwde met Erika Feuchtwang, dochter van de opperrabbijn van Wenen, zij kregen drie kinderen.
Davids studeerde in Amsterdam aan het Nederlands Israëlietisch Seminarium en behaalde daarnaast het kandidaatsexamen klassieke letteren aan de Universiteit van Amsterdam. Nadat hij zijn moré-titel had behaald, studeerde hij nog enige tijd aan het Seminarium in Berlijn.
Davids werd in 1924 benoemd tot opperrabbijn van het synagogaal ressort Friesland. In 1927 stapte hij over naar Groningen, waar hij de jong overleden Abraham Asscher opvolgde. Op 6 april 1930 werd hij ten slotte geïnstalleerd als opperrabbijn van het ressort Rotterdam.
Davids was net als zijn grootvader aangetrokken tot het religieus-zionisme, in tegenstelling tot Dünners directe leerlingen en daarmee de meeste Nederlandse opperrabbijnen die zich veelal bekenden tot de Agoeda-richting. Tijdens de Tweede Wereldoorlog weigerde Davids onder te duiken, hij wilde dicht bij zijn mensen blijven. Hij werd echter opgepakt en op 7 juni 1943 met zijn gezin overgebracht naar kamp Westerbork. Op 11 januari 1944 volgde een transport naar Bergen-Belsen. Hij overleed er 13 maanden later op 49-jarige leeftijd.